# Julius Brecht
Julius Brecht (* 8. Februar 1900 in Ühlingen; † 10. Juli 1962 in Köln) war ein deutscher Politiker (SPD).

## Leben
Nach einer Banklehre und erster Berufstätigkeit war Brecht ab 1927 zunächst Prokurist und später Direktor des Wohnungsunternehmens Westfälische Heimstätte in Münster. Im Jahr 1935 wechselte er in gleicher Funktion zur Saarländischen Heimstätte. 1938 wurde er Leiter des Reichsverbandes des deutschen gemeinnützigen Wohnungswesens in Berlin. In den Jahren 1947 bis 1951 war er Direktor des Verbandes Norddeutscher Wohnungsunternehmen in Hamburg-Altona. Im Jahr 1951 wurde er Direktor des Gesamtverbandes gemeinnütziger Wohnungsunternehmen. Zudem war er als Lehrbeauftragter an der Universität zu Köln tätig und Präsident der Gesellschaft für öffentliche Wirtschaft.

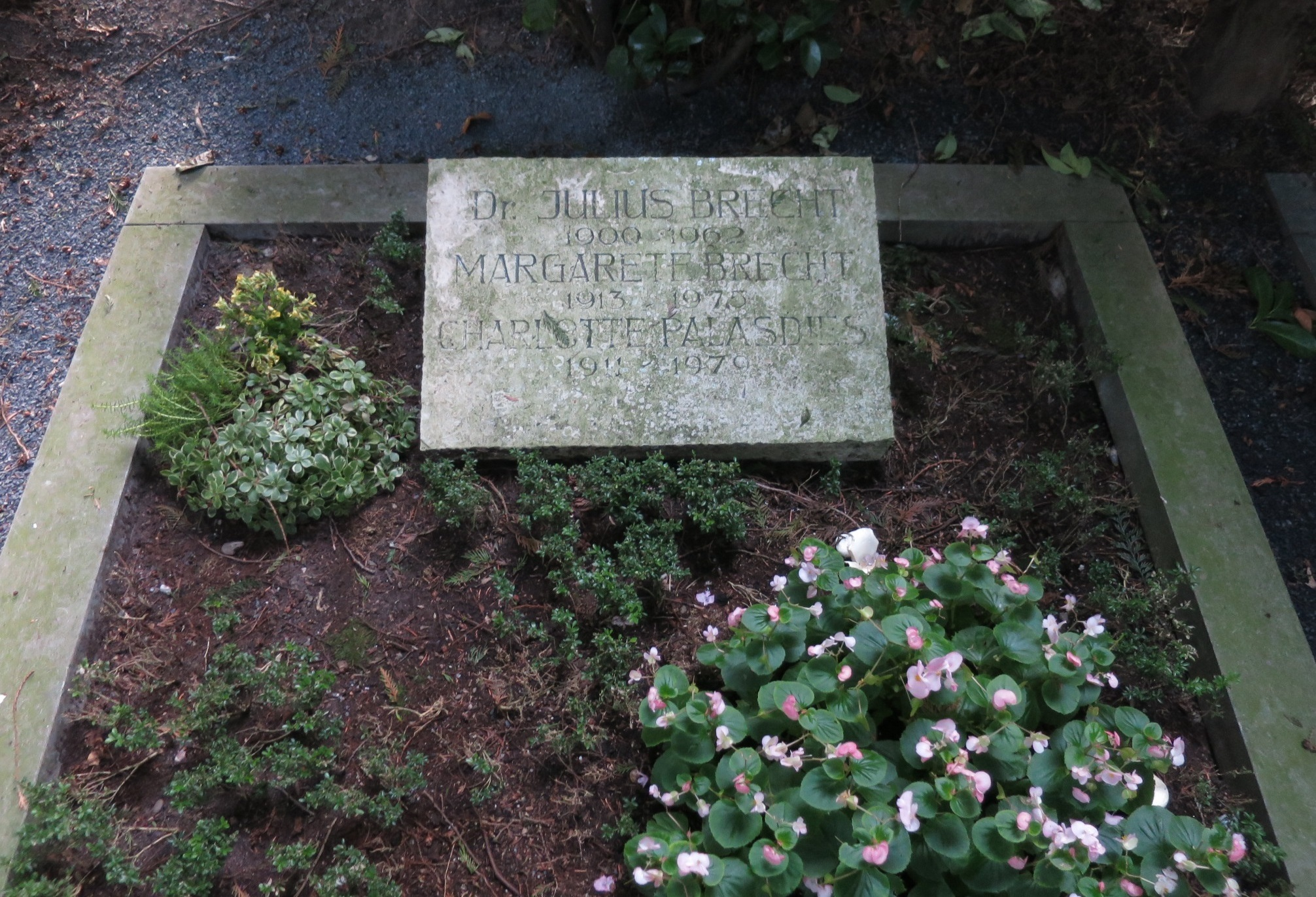
Grab Friedhof Melaten

Auf die Initiative von Julius Brecht hin wurde ein Fonds eingerichtet, aus dem heute Fortbildungsmaßnahmen für Nachwuchsführungskräfte der Wohnungswirtschaft gefördert werden. Seit 2004 wird an der EBZ Business School, dem Europäischen Bildungszentrum der Wohnungs- und Immobilienwirtschaft, zusammen mit dem GdW Bundesverband deutscher Wohnungs- und Immobilienunternehmen in Bochum die Julius Brecht Sommerakademie veranstaltet, um Nachwuchsführungskräfte mit namhaften Referenten auszubilden.
Julius Brecht beantragte am 8. Juni 1937 die Aufnahme in die NSDAP und wurde rückwirkend zum 1. Mai desselben Jahres aufgenommen (Mitgliedsnummer 5.288.982).
In den Jahren 1949 bis 1953 gehörte Brecht, der 1947 der SPD beigetreten war, der Hamburgischen Bürgerschaft an.
Dem Deutschen Bundestag gehörte Brecht von 1957 bis zu seinem Tode an. Er war während seiner Mitgliedschaft stellvertretender Vorsitzender des Bundestagsausschusses für Wohnungswesen, Bau- und Bodenrecht.
Brecht starb im Juli 1962 im Alter von 62 Jahren. Seine Grabstätte befindet sich auf dem Kölner Friedhof Melaten (Lit. J).

### Würdigungen
Nach Brecht sind viele Straßen und Wege (insbesondere in Gebieten, die von gemeinnützigen Wohnungsbaugesellschaften bebaut wurden) benannt, darunter u. a. die
- Julius-Brecht-Straße in seinem langjährigen Wohnort Hamburg,
- Julius-Brecht-Allee und das Schulzentrum an der Julius-Brecht-Allee in Bremen,
- Julius-Brecht-Straße in Bremerhaven,
- und die Julius-Brecht Straße in Frankfurt.
- 1963 wurde in Hannover im heutigen Stadtteil Misburg-Nord westlich der Kleinertstraße die Julius-Brecht-Straße angelegt.[1]
- Julius-Brecht-Straße in Kiel-Wellingdorf
- Julius-Brecht-Straße in Lübeck
- Julius-Brecht-Straße in Schwalbach am Taunus
- Julius-Brecht-Straße in Lübbecke.

Das landschaftsprägende Hochhaus in Freiberg (Stuttgart) heißt Wohnanlage Julius Brecht.

## Straßenumbenennung
Der Vorschlag zur Umbenennung einer Straße in Hannover wegen seiner Mitgliedschaft in der NSDAP wurde bisher nicht realisiert.
Eine seit 1965 in Freiburg im Breisgau nach Julius Brecht benannte Straße wurde nach Empfehlung einer Expertenkommission zur Überprüfung der Freiburger Straßennamen im Juli 2019 nach der Freiburger Ehrenbürgerin in Martha-Walz-Birrer-Straße umbenannt.
Die Julius-Brecht-Straße in Hamburg-Osdorf soll auf Anraten der Kommission zum Umgang mit NS-belasteten Straßennamen umbenannt werden (Stand: März 2022).